# Podgorița
Podgorița, (pronunție muntenegreană: /pǒdɡoritsa/; cu caractere chirilice Подгорица, care înseamnă: "sub delușor" sau "sub movilă"), scris și Podgorica, este capitala și cel mai mare oraș al Muntenegrului.
Așezarea favorabilă a zonei, la intersecția a două râuri, Ribnica (Ribnița) și Morača (Moracea) în aproprierea Câmpiei Zeta și a Văii Bjelopavlići a încurajat stabilirea locuitorilor. Orașul se află aproape de stațiunile montane de schi alpin și de stațiunile balneare de la Marea Adriatică.
Recensământul desfășurat aici în 2011 a arătat o populație de 150.977 de locuitori. Municipiul Podgorița ocupă 10.4% din teritoriul Muntenegrului și adăpostește 29.9% din populația sa. Este și centrul administrativ, dar și cel cultural și educațional.

## Etimologie
Numele „Podgorița” are sensul de „sub Gorica”, ceea ce înseamnă în muntenegreană „deal mic” sau „colină” este numele pădurii de chiparos ce acoperea un deal din apropierea centrului orașului.
La trei kilometri nord-vest de Podgorița, se găsesc ruinele orașului antic Diocleea, un oraș cunoscut în Grecia Antică, timpurile dinaintea și din timpul Imperiului Roman. Împăratul roman Dioclețian își are rădăcinile în aceste regiuni. „Duklja” este varianta slavă a vechii denumiri.
Când a fost fondat (înaintea secolului al XI-lea), orașul se numea Birziminium. În Evul Mediu, era cunoscut sub numele de Ribnica (pronunțat [rîbnitsa]). Numele Podgorița a început să fie folosit din 1326. Din 1946 până în 1992, orașul se numea Titograd în onoarea lui Josip Broz Tito, ex-președintele Iugoslaviei.

## Istorie

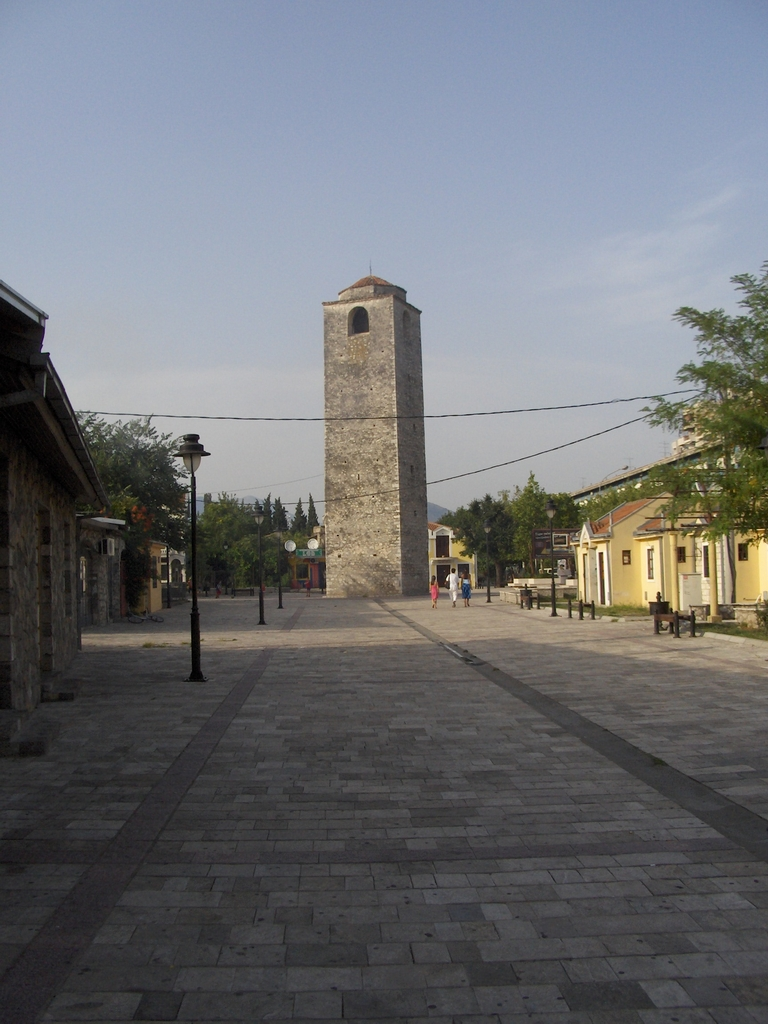
Sahat kula, un turn otoman de ceas, unul dintre puținele monumente ce au supravețuit bombardării orașului Podgorița în al Doilea Război Mondial

Podgorița se află la intersecția culturală mai multor drumuri, importante din punct de vedere istoric, lângă râurile Zeta, Morača, Cijevna, Ribnica și Sitnica, în valea lacului Skadar și lângă Marea Adriatică, în câmpiile fertile, cu climă blândă pe tot parcursul anului. Primele așezări umane au fost preistorice: primele oase descoperite datează din Epoca de Piatră. În epoca Iliriană, suprafața dintre râul Zeta și văile Bjelopavlići au fost ocupate de 2 triburi ilirice, labiații și docleații. Populația orașului era în jur de 8.000–10.000 de locuitori, unde cele mai importante probleme urbane erau rezolvate. Densitatea sporită a populație (într-o zonă cu suprafața de 10 km²) a fost posibilă datorită poziționării geografice favorabile, a climei blânde, a condițiilor economice și a capacității de apărare, fapte esențială pentru o viață lipsită de griji în acele vremuri.
Din secolul al V-lea, odată cu sosirea primelor triburi slave și avare la începutul dezmembrării Imperiului Roman, această zonă a fost martora mai multor evenimente speciale. Cu timpul, fortărețele s-au dovedit a fi impracticabile și oamenii au fost nevoiți să construiască alte orașe. Grupurile slave din zonă erau în conflict permanent cu Imperiul Bizantin și au tins să fondeze un stat nou. Rezultatul a fost orașul Ribnica, ai cărei locuitori au început să-și construiască adăposturile pe râul omonim.  Numele orașului venea probabil de la numele râului pe care era situat. Prima mențiune a acestui oraș a fost pe timpul unei familii regale din Serbia numită Casa Nemanjići. Importanța acestui oraș o constituia, desigur, în poziționarea lui strategică, la răscrucea drumurilor culturale și economice, cât și pentru capacitatea sa de a comunica cu vestul. Ocupând aceste teritorii, slavii au creat un nou stat, dezvoltându-și aici cultura și artele, acceptabile bisericii medievale și nobilimii.
Numele de „Podgorița” a fost menționat pentru prima oară în 1326 într-un document regal din arhivele din Kotor. Orașul era puternic din punct de vedere economic: drumurile de negoț, dintre Dubrovnik și Statul Nemanjici, erau în plină dezvoltare pe acele timpuri. Având o economie înfloritoare, Podgorița a dat dovadă și de talente în domeniul artelor și învățământului cât și de domeniul religios. Aceste lucruri i-au mărit și mai mult importanța, transformându-l într-un oraș cheie, din punct de vedere economic, militar și naval.
La cucerirea orașului de către Imperiul Otoman, în 1474, orașul a încetat să mai prospere în domeniile sale cheie. Podgorița a devenit un fel de colonie sub stăpânirea Sangeacului Scutari în 1479. Otomanii au construit o cetate mare în Podgorița, fapt ce a întărit mai mult importanța strategică a orașului, și a devenit un centru de apărare al regiunii în care se afla. La începuturile anului 1474 au survenit informații despre intențiile sultanului de a trimite în Baleci și Podgorița 5.000 de familii turce, pentru a întări capacitățile de comunicare dintre Principatul Zeta și Shkoderul Venețian. Orașul fortificat cu turnuri, ziduri înalte și arme de foc au permis otomanilor să-și mențină pe mult timp pozițiile militare în această regiune, și să intervină la oricare atac survenit din partea altor țări, de fiecare dată cu succes. În 1864, Podgorița a devenit centrul vilayetului Scutari numit Böğürtlen (din turcă: afină). A fost cunoscut sub numele de Burguriçe în Albaneză.
Congresul de la Berlin din 1878, a alipit Podgorița lui Muntenegru, marcând sfârșitul celor 4 secole de stăpânire otomană, începând astfel o nouă eră în prosperarea orașului, a locuitorilor săi și a lui Montenegru în ansamblu. Orașul s-a dezvoltat rapid și a devenit un loc de comerț. Primele forme de economie capitalistă își făceau apariția. În 1904, a fost înființată Zetska — o bancă de economii, prima instituție financiară. Și-a schimbat curând cursul dezvoltării, integrându-se în banca Podgorița. S-au fost construit drumuri către toate orașele din vecinătate, favorizând deschiderea companiilor și a business-urilor mici și, astfel, în 1902, o fabrică de tutun din Podgorița a devenit prima companie importantă din punct de vedere comercial pentru oraș.
Primul Război Mondial a pus la pământ, deși pentru scurt timp dezvoltarea rapidă a orașului, capitala de atunci a proaspătului proclamat Regat al Muntenegrului. Podgorița a fost ocupată, cum a fost ocupată și restul țării de către Austro-Ungaria din 1916 până în 1918. După eliberarea efectuată de aliați în 1918, a fost întrunit Adunarea Muntenegrului în fosta clădire a fabricii de tutun. Adunarea a marcat sfârșitul existenței Muntenegrului, ca țară, decizând astfel ca ea să fie unită cu Regatul Iugoslaviei. În perioada interbelică, populația orașului era în jur de 13,000 de locuitori.
Podgorița a suferit enorm din urma celui de al doilea război mondial; fiind bombardat de peste 70 de ori, omorând în jur de 7,000 de oameni. Orașul a fost eliberat pe data de 19 decembrie 1944. Sub denumirea de Titograd, orașul a devenit capitala Republicii Socialiste Muntenegru pe 13 iulie 1946. O perioadă de extindere a orașului a urmat după acești ani, sub stăpânirea RSFI, perioadă ce a marcat deschiderea spitalelor, industrializarea la nivel înalt a orașului și o creștere nemaiîntâlnită a orașului. Orașul a devenit rapid centrul comercial, economic și cultural a țării. Procesul a fost încetinit din nou odată cu dezmembrarea RSFI în anii 90'. Numele „Podgorița” a fost restabilit pe 2 aprilie 1992.
Războaiele iugoslave ce aveau un caracter foarte distructiv au ocolit Muntenegru, însă țara a fost grav afectată economic. O perioadă severă de stagnare economică au surprins locuitorii în anii 1990. Economia a început, însă, să recupereze activ la începutul secolului al XXI-lea când Podgorița a început să se afirme ca un oraș modern, cu caracter occidental. După independența ce a decurs cu succes după referendumul din mai 2006, Podgorița a devenit o capitală europeană a unui stat european, mărindu-și astfel importanța din toate punctele de vedere.

## Clima
| Date climatice pentru Podgorica                                    | Date climatice pentru Podgorica | Date climatice pentru Podgorica | Date climatice pentru Podgorica | Date climatice pentru Podgorica | Date climatice pentru Podgorica | Date climatice pentru Podgorica | Date climatice pentru Podgorica | Date climatice pentru Podgorica | Date climatice pentru Podgorica | Date climatice pentru Podgorica | Date climatice pentru Podgorica | Date climatice pentru Podgorica | Date climatice pentru Podgorica |
| Luna                                                               | Ian                             | Feb                             | Mar                             | Apr                             | Mai                             | Iun                             | Iul                             | Aug                             | Sep                             | Oct                             | Nov                             | Dec                             | Anual                           |
| ------------------------------------------------------------------ | ------------------------------- | ------------------------------- | ------------------------------- | ------------------------------- | ------------------------------- | ------------------------------- | ------------------------------- | ------------------------------- | ------------------------------- | ------------------------------- | ------------------------------- | ------------------------------- | ------------------------------- |
| Maxima medie °C (°F)                                               | 9.5 (49,1)                      | 11.3 (52,3)                     | 14.9 (58,8)                     | 19.1 (66,4)                     | 24.2 (75,6)                     | 28.2 (82,8)                     | 31.7 (89,1)                     | 31.6 (88,9)                     | 27.4 (81,3)                     | 21.7 (71,1)                     | 15.4 (59,7)                     | 11.0 (51,8)                     | 20,5 (68,9)                     |
| Media zilnică °C (°F)                                              | 5.5 (41,9)                      | 7.3 (45,1)                      | 10.4 (50,7)                     | 14.1 (57,4)                     | 18.9 (66)                       | 22.8 (73)                       | 26.0 (78,8)                     | 25.9 (78,6)                     | 22.0 (71,6)                     | 16.7 (62,1)                     | 11.1 (52)                       | 7.0 (44,6)                      | 15,64 (60,16)                   |
| Minima medie °C (°F)                                               | 1.4 (34,5)                      | 3.2 (37,8)                      | 5.8 (42,4)                      | 9.1 (48,4)                      | 13.5 (56,3)                     | 17.3 (63,1)                     | 20.3 (68,5)                     | 20.2 (68,4)                     | 16.5 (61,7)                     | 11.6 (52,9)                     | 6.8 (44,2)                      | 2.9 (37,2)                      | 10,72 (51,29)                   |
| Minima istorică °C (°F)                                            | −11 (12)                        | −10 (14)                        | −8 (18)                         | 0 (32)                          | 4 (39)                          | 10 (50)                         | 12 (54)                         | 11 (52)                         | 7 (45)                          | 0 (32)                          | −4 (25)                         | −10 (14)                        | −11 (12)                        |
| Precipitații mm (inches)                                           | 192 (7.56)                      | 167 (6.57)                      | 159 (6.26)                      | 145 (5.71)                      | 88 (3.46)                       | 63 (2.48)                       | 39 (1.54)                       | 66 (2.6)                        | 120 (4.72)                      | 164 (6.46)                      | 238 (9.37)                      | 217 (8.54)                      | 1.658 (65,28)                   |
| Nr. de zile cu precipitații (≥ 0.1 mm)                             | 12.2                            | 11.9                            | 11.6                            | 12.5                            | 9.8                             | 8.9                             | 5.7                             | 6.0                             | 6.8                             | 10.1                            | 13.8                            | 13.1                            | 122,4                           |
| Ore însorite                                                       | 120.9                           | 127.1                           | 170.5                           | 195.0                           | 248.0                           | 276.0                           | 341.0                           | 313.1                           | 249.0                           | 195.0                           | 126.0                           | 111.6                           | 2.473,2                         |
| Sursa nr. 1: Hydrological and Meteorological Service of Montenegro |                                 |                                 |                                 |                                 |                                 |                                 |                                 |                                 |                                 |                                 |                                 |                                 |                                 |
| Sursa nr. 2: BBC Weather:Podgorica                                 |                                 |                                 |                                 |                                 |                                 |                                 |                                 |                                 |                                 |                                 |                                 |                                 |                                 |

## Demografie
|  |

| Demografie | Demografie | Demografie |
| An         | Locuitori  | Locuitori  |
| ---------- | ---------- | ---------- |
|            |            |            |
|            |            |            |
|            |            |            |
|            |            |            |
| 1948       | 14369      |            |
| 1953       | 19868      |            |
| 1961       | 35054      |            |
| 1971       | 61727      |            |
| 1981       | 96074      |            |
| 1991       | 117875     | 116235     |
| 2003       | 140734     | 136473     |

| \| Componența etnică (2003)[4] \| Componența etnică (2003)[4] \| Componența etnică (2003)[4] \| Componența etnică (2003)[4] \| Componența etnică (2003)[4] \| \| --------------------------- \| --------------------------- \| --------------------------- \| --------------------------- \| --------------------------- \| \| \| \| \| \| \| \| Muntenegreni \| Muntenegreni \| \| 81672 \| 59,84% \| \| Sârbi \| Sârbi \| \| 37037 \| 27,13% \| \| Musulmani \| Musulmani \| \| 3726 \| 2,73% \| \| Bosniaci \| Bosniaci \| \| 1680 \| 1,23% \| \| Albanezi \| Albanezi \| \| 1404 \| 1,02% \| \| Romi \| Romi \| \| 1314 \| 0,96% \| \| Croați \| Croați \| \| 653 \| 0,47% \| \| Iugoslavi \| Iugoslavi \| \| 417 \| 0,3% \| \| Macedoneni \| Macedoneni \| \| 295 \| 0,21% \| \| Sloveni \| Sloveni \| \| 136 \| 0,09% \| \| Maghiari \| Maghiari \| \| 78 \| 0,05% \| \| Ruși \| Ruși \| \| 54 \| 0,03% \| \| Germani \| Germani \| \| 29 \| 0,02% \| \| Egipteni \| Egipteni \| \| 22 \| 0,01% \| \| Italieni \| Italieni \| \| 17 \| 0,01% \| \| necunoscută \| necunoscută \| \| 1034 \| 0,75% \| |              |  |       |        |
| Componența etnică (2003) |              |  |       |        |
| |              |  |       |        |
| Muntenegreni | Muntenegreni |  | 81672 | 59,84% |
| Sârbi | Sârbi        |  | 37037 | 27,13% |
| Musulmani | Musulmani    |  | 3726  | 2,73%  |
| Bosniaci | Bosniaci     |  | 1680  | 1,23%  |
| Albanezi | Albanezi     |  | 1404  | 1,02%  |
| Romi | Romi         |  | 1314  | 0,96%  |
| Croați | Croați       |  | 653   | 0,47%  |
| Iugoslavi | Iugoslavi    |  | 417   | 0,3%   |
| Macedoneni | Macedoneni   |  | 295   | 0,21%  |
| Sloveni | Sloveni      |  | 136   | 0,09%  |
| Maghiari | Maghiari     |  | 78    | 0,05%  |
| Ruși | Ruși         |  | 54    | 0,03%  |
| Germani | Germani      |  | 29    | 0,02%  |
| Egipteni | Egipteni     |  | 22    | 0,01%  |
| Italieni | Italieni     |  | 17    | 0,01%  |
| necunoscută | necunoscută  |  | 1034  | 0,75%  |

## Personalități născute aici
- Jakov Milatović (n. 1986), om politic.

## Orașe înfrățite
| - Erevan (Armenia), din 1974 (oraș partener) - Skopje (Macedonia) - Londra (Regatul Unit) - Zagreb (Croația) | - Tirana (Albania) - Moscova (Rusia) - Ankara (Turcia) - Stockholm (Suedia) |